# Прибалтийско-финские народы

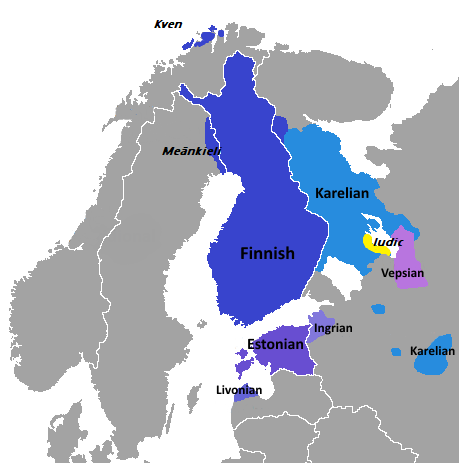
Прибалтийско-финские народы

Прибалти́йско-фи́нские народы — группа финно-угорских народов, говорящих на прибалтийско-финских языках.

## Общие сведения
Проживают на северо-западе России, в Латвии, Финляндии, Норвегии и Эстонии. К прибалтийско-финским народам относятся:
- финны;
- квены;
- ингерманландцы;
- торнедальцы (турнедальцы, меянкиели, меэнмаа);
- вепсы;
- карелы (в том числе ливвики, людики);
- сету;
- выру;
- ливы;
- эстонцы;
- водь;
- ижора.

Кроме того, можно выделить в отдельную группу тоймичей и их подгруппы, ещё до появления чуди, но их язык уже вымер. Однако в Архангельской области, Пинежском уезде, до сих пор[каких?] существует группа населения, называющая себя чудью. Кроме того, волховская чудь считалась прибалтийскими финнами, но неясно, была ли она прибалтийскими финнами или другим финно-угорским народом.
При несомненности языкового генетического родства прибалтийско-финских народов точное время их разделения на отдельные этносы в настоящее время точно не определено. Данные археологии позволяют говорить о наличии собственной материальной культуры у всех народов группы. Для этнической истории прибалтийско-финских народов характерны активные культурные связи внутри группы, а также с балтами, германцами и восточными славянами. Общий, характерный для них хозяйственно-культурный тип — пашенное (в древности — подсечно-огневое) земледелие, сопряжённое со скотоводством, охотой и рыболовством. Более активно земледелие развивалось в южной части ареала, на севере большее значение имело скотоводство и охота. Преобладание рыбной ловли было характерно для прибалтийско-финских обитателей восточного побережья Балтийского моря: ливов, эстонцев, финнов, ижоры.
По вероисповеданию финны и эстонцы в основном — лютеране, карелы, вепсы, ижора и водь — православные.

## Российская империя
В 1870-е годы на территории Российской империи проживало прибалтийских финнов (человек мужского полу):
1) Финны — основная часть населения Княжества Финляндского;
2) Карелы (200000—300000);
3) Эсты (900000);
4) Ливы (3500).